# Anatolij Naumovics Ribakov
Anatolij Naumovics Ribakov (oroszul: Анатолий Наумович Рыбаков; Csernyigov, Orosz Birodalom, 1911. január 14. a régi orosz naptár szerint január 1. – New York, Egyesült Államok, 1998. december 23.) orosz–szovjet író. Legismertebb műve a sztálinizmust elítélő, részben önéletrajzi ihletésű Az Arbat gyermekei című regény.

## Élete
Ribakov az Orosz Birodalom nyugati részében, a mai Ukrajnában, Csernyigov városában (ma: Csernyihiv) született zsidó családban. Közlekedésmérnöknek tanult, de tanulóévei derékba törtek, amikor 1934-ben az NKVD letartóztatta. Háromévi szibériai száműzetésre ítélték. Büntetésének letelte után teherautó-sofőrként dolgozott. Később, a második világháborúban egy tank legénysége fölött parancsnokolt, katonai szolgálatának köszönhetően priuszát törölték.
A háború után gyermekkönyveket és regényeket publikált. Nemzetközi ismertségre a Nehéz homok (Тяжёлый песок) című regényével tett szert, amelyet 1979-ben jelentetett meg. A regény egy zsidó család sorsát követi nyomon a nácik által megszállt Szovjetunióban. Ehhez az anyagot Ribakov több, a holokausztot túlélt ukrajnai zsidó családtól gyűjtötte össze.
Legismertebb és legnépszerűbb műve, Az Arbat gyermekei című regény egy tetralógia első darabja. Az 1960-as években írta, eleinte az íróasztal fiókjának, később is csak szamizdatban tudta terjeszteni, bár 1966-ban és 1978-ban is ígéretet kapott a hivatalos kiadás lehetőségére, mindkét esetben a legutolsó pillanatban vonta meg az engedélyt a szovjet pártvezetés. Végül a regényt 1987-ben, már Gorbacsov párttitkársága idején lehetett kiadni. Az Az Arbat gyermekei lett az egyik első antisztálinista irodalmi alkotás a Szovjetunióban, amit legálisan ki lehetett adni a glasznoszty beköszöntével. Azonnal akadtak méltatói és támadói is. A tetralógia további darabjainak megjelentetése (1935 és a rákövetkező évek, 1989; Félelem, 1990; Por és hamu, 1994) egyértelműen a szovjet rendszer liberalizálódásának köszönhető és a glasznoszty diadalát jelenti.
Ribakov munkásságát többször is díjakkal ismerte el a szovjet állam. 1948-ban és 1951-ben is Sztálin-díjjal tüntették ki, megkapta Munka Vörös Zászló érdemrendjét, valamint díszdoktorrá avatta a Tel-avivi Egyetem.
Sok művét megfilmesítették. 2004-ben 16 részes televíziós sorozat készült Az Arbat gyermekei alapján. 2008-ban a Nehéz homok című regényből is sorozatot forgattak.

## Magyarul
- A tőr. Regény; ford. Várnagyné Rab Zsuzsa; Új Magyar Könyvkiadó, Bp., 1949
- Százezer kilométer; ford. Kovai Lőrinc; Új Magyar Könyvkiadó, Bp., 1951
- Százezer kilométer; ford. Kovai Lőrinc; 2., átdolg. kiad.; Új Magyar Kiadó, Bp., 1953
- A halál oka: méreg. Regény; ford. Elfer István; Európa, Bp., 1966
- Kros különös vakációja / Kros kalandjai; ford. Soproni András; Móra–Kárpáti, Bp.–Uzsgorod 1970
- Az ismeretlen katona. Regény; ford. Makai Imre; Kozmosz–Kárpáti, Uzsgorod–Bp., 1972 (Kozmosz könyvek)
- Nehéz homok; ford. Nikodémusz Elli; Európa–Kárpáti, Bp.–Uzsgorod, 1981
- Az Arbat gyermekei; ford. Nikodémusz Elli; Magvető, Bp., 1988
- Az Arbat gyermekei, 1-2.; ford. Nikodémusz Elli, bev. Valerij Murzakov, függelék: olvasói levelek és kritikusi vélemények, vál. Nyina Kanajeva; PLKV, Bp., 1988